# Taça de Portugal 2012-2013
La Taça de Portugal 2012-2013 è stata la 73ª edizione del torneo. È iniziata il 25 agosto 2012 ed è terminata il 26 maggio 2013. Il Vitória Guimarães ha vinto il trofeo per la prima volta.

## Primo turno
| Squadra 1           | Risultato         | Squadra 2            |
| ------------------- | ----------------- | -------------------- |
| 25 agosto 2012      |                   |                      |
| Santiago            | 0 – 2             | Bustelo              |
| Barreiro            | 1 – 0             | Moura                |
| Sousense            | 2 – 0             | Beneditense          |
| 26 agosto 2012      |                   |                      |
| Rabo de Peixe       | 0 – 2             | Tourizense           |
| Operário dos Açores | 3 – 1             | Vila Real            |
| Flamengos           | 0 – 4             | Sertanense           |
| Praiense            | 2 – 0             | Penelense            |
| Angrense            | 1 – 2             | Vizela               |
| Lusitânia           | 0 – 1             | Santa Maria          |
| Oriental Lisbona    | 2 – 1             | Juventude de Évora   |
| Sintrense           | 2 – 1             | Lusitano VRSA        |
| União de Montemor   | 1 – 0             | Oliveira de Frades   |
| Alba                | 3 – 4             | Vilaverdense         |
| Gondomar            | 2 – 1             | Cesarense            |
| Marinhense          | 0 – 6             | Alcanenense          |
| Espinho             | 1 – 0             | União de Tires       |
| São João de Ver     | 0 – 1             | Ribeirão             |
| Real SC             | 0 – 1             | Cinfães              |
| Farense             | 1 – 0 (dts)       | Mafra                |
| Serzedelo           | 0 – 1             | Caldas               |
| Parada              | 2 – 3             | Nogueirense          |
| Lourinhanense       | 0 – 0 (5 – 4 dtr) | Carregado            |
| Louletano           | 4 – 2             | Bragança             |
| Aljustrelense       | 0 – 1             | Atlético Reguengos   |
| Sacavenense         | 3 – 0             | Monte do Trigo       |
| Barreirense         | 2 – 2 (4 – 5 dtr) | Oeiras               |
| Lousada             | 1 – 1 (2 – 4 dtr) | Salgueiros           |
| Melgacense          | 2 – 1 (dts)       | Famalicão            |
| Desportivo Ronfe    | 1 – 2             | Pinhalnovense        |
| Oliveira do Bairro  | 2 – 2 (5 – 6 dtr) | Aliados Lordelo      |
| Vianense            | 0 – 1             | Felgueiras 1932      |
| Torreense           | 2 – 2 (2 – 4 dtr) | CF Benfica           |
| Fátima              | 2 – 0             | Vitória Sernache     |
| Oliveira Hospital   | 3 – 2             | Sporting Ideal       |
| Esperança Lagos     | 1 – 1 (2 – 4 dtr) | Grijó                |
| Mortágua            | 0 – 1             | Fabril Barreiro      |
| Pêro Pinheiro       | 2 – 1             | Maria da Fonte       |
| Vasco da Gama Sines | 3 – 2             | Caçadores das Taipas |
| Avanca              | 5 – 0             | Esposende            |
| Castrense           | 0 – 2             | Eléctrico            |
| Infesta             | 2 – 2 (2 – 4 dtr) | Chaves               |
| Merelinense         | 2 – 3             | Mirandela            |
| Santa Eulália       | 3 – 1             | Rebordosa            |
| Tirsense            | 5 – 1             | Sesimbra             |
| Pedras Rubras       | 4 – 1             | Alcobaça             |
| Joane               | 0 – 1             | Limianos             |
| Académico de Viseu  | 6 – 0             | Prainha              |
| 9 settembre 2012    |                   |                      |
| Varzim              | 5 – 1             | Marinhas             |
| Torres Novas        | 1 – 2             | Ribeira Brava        |
| União Leiria        | 2 – 1             | Boavista             |

## Secondo turno
| Squadra 1           | Risultato           | Squadra 2         |
| ------------------- | ------------------- | ----------------- |
| 15 settembre 2012   |                     |                   |
| Atlético CP         | 0 – 2               | Naval             |
| Avanca              | 0 – 3               | Espinho           |
| Barreiro            | 2 – 3               | União de Lamas    |
| União Madeira       | 3 – 1               | Benfica e C.B.    |
| Lagoa               | 0 – 5               | Tondela           |
| Feirense            | 2 – 0               | Padroense         |
| 16 settembre 2012   |                     |                   |
| Operário dos Açores | 3 – 1               | Caldas            |
| Aliados Lordelo     | 2 – 1               | Sertanense        |
| Atlético Reguengos  | 1 – 0               | Grijó             |
| Pedras Rubras       | 4 – 0               | Marítimo Graciosa |
| Varzim              | 3 – 0               | Bustelo           |
| Santa Maria         | 1 – 1 (4 – 5 dtr)   | Pinhalnovense     |
| Praiense            | 0 – 1               | Gondomar          |
| Lourinhanense       | 2 – 1 (dts)         | Louletano         |
| Freamunde           | 1 – 0               | Salgueiros        |
| Chaves              | 0 – 2               | Tirsense          |
| Vasco da Gama Sines | 0 – 3               | Santa Clara       |
| Tourizense          | 1 – 1 (4 – 1 dtr)   | Oriental Lisbona  |
| Desp. Aves          | 2 – 0               | Estarreja         |
| Vitória do Pico     | 0 – 3               | Anadia            |
| Covilhã             | 4 – 0               | Cinfães           |
| Ribeirão            | 6 – 0               | União de Montemor |
| Oeiras              | 1 – 4 (dts)         | Oliveira Hospital |
| Sampedrense         | 0 – 1               | Sacavenense       |
| Penalva             | 1 – 0               | Peniche           |
| Oliveirense         | 4 – 1 (dts)         | Sintrense         |
| Leixões             | 4 – 1               | Leça              |
| Belenenses          | 4 – 0               | Vizela            |
| Sousense            | 0 – 2               | Coimbrões         |
| Tocha               | 1 – 2               | Nogueirense       |
| União Leiria        | 1 – 0               | Ribeira Brava     |
| Melgacense          | 1 – 1 (2 – 3 dtr)   | Ponte da Barca    |
| Quarteirense        | 2 – 3               | Farense           |
| Amarante            | 0 – 3               | Santa Eulália     |
| Fabril Barreiro     | 2 – 1 (dts)         | Paredes           |
| Alcanenense         | 0 – 1               | AD Oliveirense    |
| Vilaverdense        | 2 – 1               | Felgueiras 1932   |
| Pêro Pinheiro       | 0 – 1               | 1º Dezembro       |
| Fátima              | 4 – 1               | Sporting Pombal   |
| Monção              | 0 – 1 (dts)         | Eléctrico         |
| Mirandela           | 1 – 0               | Cartaxo           |
| Vila Meã            | 2 – 3               | Aguiar da Beira   |
| Sourense            | 0 – 0 (10 – 11 dtr) | Pampilhosa        |
| Limianos            | 4 – 0               | Amora             |
| CF Benfica          | 1 – 2               | Fafe              |
| Académico de Viseu  | 0 – 2               | Portimonense      |
| Casa Pia            | 0 – 1               | Penafiel          |
| 14 ottobre 2012     |                     |                   |
| Arouca              | 1 – 0               | Trofense          |

## Terzo turno
| Squadra 1          | Risultato         | Squadra 2        |
| ------------------ | ----------------- | ---------------- |
| 18 ottobre 2012    |                   |                  |
| Freamunde          | 0 – 4             | Benfica          |
| 19 ottobre 2012    |                   |                  |
| Braga              | 3 – 0 dts         | Leixões          |
| 20 ottobre 2012    |                   |                  |
| Santa Eulália      | 0 – 1             | Porto            |
| Gondomar           | 0 – 2 dts         | Gil Vicente      |
| Naval              | 1 – 3 dts         | Arouca           |
| Olhanense          | 3 – 0             | 1º Dezembro      |
| Beira-Mar          | 0 – 0 (4 – 2 dtr) | Penafiel         |
| Vitória Setúbal    | 1 – 0             | Tondela          |
| 21 ottobre 2012    |                   |                  |
| Aguiar da Beira    | 1 – 0 dts         | União de Lamas   |
| Atlético Reguengos | 0 – 1             | Farense          |
| Vitória Guimarães  | 6 – 1             | Vilaverdense     |
| Ponte da Barca     | 1 – 3             | Académica        |
| Oliveira Hospital  | 1 – 1 (4 – 2 dtr) | Ribeirão         |
| Desp. Aves         | 3 – 1 dts         | Tirsense         |
| Sacavenense        | 2 – 2 (2 – 3 dtr) | União Leiria     |
| Moreirense         | 3 – 2 dts         | Sporting Lisbona |
| Limianos           | 0 – 1             | Tourizense       |
| Pampilhosa         | 5 – 5 (4 – 2 dtr) | Covilhã          |
| Fátima             | 0 – 0 (3 – 4 dtr) | Penalva          |
| Fabril Barreiro    | 3 – 1             | Eléctrico        |
| Aliados Lordelo    | 0 – 2             | Oliveirense      |
| Varzim             | 1 – 1 (2 – 3 dtr) | Mirandela        |
| Nacional           | 4 – 0             | Espinho          |
| Pinhalnovense      | 0 – 3             | Lourinhanense    |
| Marítimo           | 2 – 1 dts         | AD Oliveirense   |
| Nogueirense        | 1 – 3             | Santa Clara      |
| Anadia             | 2 – 5 dts         | Belenenses       |
| Rio Ave            | 2 – 1             | Portimonense     |
| Pedras Rubras      | 3 – 2 dts         | União Madeira    |
| Feirense           | 3 – 0             | Fafe             |
| Estoril Praia      | 1 – 2             | Paços Ferreira   |
| 2 dicembre 2012    |                   |                  |
| Caldas             | 0 – 0 (2 – 4 dtr) | Coimbrões        |

## Quarto turno
| Squadra 1         | Risultato         | Squadra 2         |
| ----------------- | ----------------- | ----------------- |
| 16 novembre 2012  |                   |                   |
| Pampilhosa        | 1 – 3             | Braga             |
| Moreirense        | 0 – 2             | Benfica           |
| 17 novembre 2012  |                   |                   |
| Aguiar da Beira   | 0 – 3             | Marítimo          |
| Farense           | 1 – 1 (4 – 5 dtr) | Beira-Mar         |
| Nacional          | 0 – 3             | Porto             |
| 18 novembre 2012  |                   |                   |
| Arouca            | 2 – 1 (dts)       | Rio Ave           |
| Oliveira Hospital | 0 – 2             | Fabril Barreiro   |
| Tourizense        | 1 – 0 (dts)       | Santa Clara       |
| Oliveirense       | 1 – 0             | União Leiria      |
| Lourinhanense     | 3 – 2             | Feirense          |
| Mirandela         | 1 – 2 (dts)       | Gil Vicente       |
| Académica         | 1 – 0 (dts)       | Penalva           |
| Belenenses        | 3 – 0             | Pedras Rubras     |
| Paços Ferreira    | 2 – 1             | Olhanense         |
| Vitória Setúbal   | 2 – 2 (3 – 5 dtr) | Vitória Guimarães |
| 12 dicembre 2012  |                   |                   |
| Desp. Aves        | 2 – 1             | Coimbrões         |

## Quinto turno
| Squadra 1        | Risultato         | Squadra 2         |
| ---------------- | ----------------- | ----------------- |
| 30 novembre 2012 |                   |                   |
| Braga            | 2 – 1             | Porto             |
| 1º dicembre 2012 |                   |                   |
| Académica        | 3 – 0             | Tourizense        |
| 2 dicembre 2012  |                   |                   |
| Lourinhanense    | 0 – 6             | Paços Ferreira    |
| Arouca           | 2 – 1             | Beira-Mar         |
| Belenenses       | 4 – 0             | Fabril Barreiro   |
| Gil Vicente      | 1 – 0             | Oliveirense       |
| Marítimo         | 1 – 1 (4 – 5 dtr) | Vitória Guimarães |
| 2 gennaio 2013   |                   |                   |
| Benfica          | 6 – 0             | Desp. Aves        |

## Quarti di finale
| Squadra 1         | Risultato   | Squadra 2   |
| ----------------- | ----------- | ----------- |
| 16 gennaio 2013   |             |             |
| Paços Ferreira    | 2 – 1       | Gil Vicente |
| Vitória Guimarães | 2 – 1 (dts) | Braga       |
| 17 gennaio 2013   |             |             |
| Arouca            | 1 – 4       | Belenenses  |
| Académica         | 0 – 4       | Benfica     |

## Semifinali
| Squadra 1      | Totale | Squadra 2         | Andata | Ritorno |
| -------------- | ------ | ----------------- | ------ | ------- |
| Belenenses     | 0 – 3  | Vitória Guimarães | 0 – 2  | 0 – 1   |
| Paços Ferreira | 1 – 3  | Benfica           | 0 – 2  | 1 – 1   |

### Andata
| Arbitro: | Cosme Cunha Machado |

|  |           |                   |
|  | Marcatori | 58’ Lima 75’ John |

| Arbitro: | Hugo Rodrigues Pacheco |

|  |           |                          |
|  | Marcatori | 29’, 77’ Ricardo Pereira |

### Ritorno
| Arbitro: | Bruno Alexandre Da Silva Esteves |

|             |           |            |
| Cardozo 54’ | Marcatori | 80’ Cícero |

| Arbitro: | Carlos Xistra |

|                  |           |  |
| Marco Matias 13’ | Marcatori |  |

## Finale
| Arbitro: | Manuel Jorge Neves Moreira Sousa |

|            |           |                           |
| Gaitán 30’ | Marcatori | 79’ Soudani 81’ Ricardito |

| Benfica | Vitória Guimarães |

### Formazioni
| Benfica         |    |                        |     |     |
|                 |    |                        |     |     |
| POR             | 1  | Artur                  |     |     |
| TS              | 14 | Maxi Pereira           |     |     |
| DC              | 4  | Luisão ()              |     |     |
| DC              | 24 | Ezequiel Garay         |     |     |
| TS              | 34 | André Almeida          |     |     |
| CD              | 18 | Eduardo Salvio         | 84’ |     |
| CC              | 21 | Nemanja Matić          | 34’ |     |
| CC              | 35 | Enzo Pérez             | 41’ | 87’ |
| CS              | 20 | Nicolás Gaitán         |     | 84’ |
| ATT             | 11 | Lima                   |     |     |
| ATT             | 7  | Óscar Cardozo          |     | 70’ |
| A disposizione: |    |                        |     |     |
| POR             | 13 | Paulo Lopes            |     |     |
| DIF             | 25 | Lorenzo Melgarejo      |     |     |
| DIF             | 33 | Jardel                 |     |     |
| CEN             | 10 | Pablo Aimar            |     | 87’ |
| CEN             | 23 | Jonathan Urretaviscaya |     | 70’ |
| CEN             | 89 | André Gomes            |     |     |
| ATT             | 19 | Rodrigo                |     | 84’ |
| Allenatore:     |    |                        |     |     |
| Jorge Jesus     |    |                        |     |     |

| Vitória Guimarães |    |                   |     |       |
|                   |    |                   |     |       |
| POR               | 1  | Douglas           |     |       |
| TD                | 51 | Kanú              |     | 64’   |
| DC                | 15 | Paulo Oliveira    |     |       |
| DC                | 5  | Issam El Adoua    |     |       |
| TS                | 30 | David Addy        | 74’ |       |
| CC                | 11 | André André       |     |       |
| CC                | 18 | Leonel Olímpio () |     | 77’   |
| CD                | 21 | Ricardo           |     |       |
| TRQ               | 42 | Tiago Rodrigues   |     |       |
| CS                | 22 | El Arbi Soudani   |     |       |
| ATT               | 17 | Amido Baldé       | 17’ | 90+2’ |
| A disposizione:   |    |                   |     |       |
| POR               | 13 | Assis             |     |       |
| DIF               | 4  | Mahamadou N'Diaye |     | 90+2’ |
| DIF               | 19 | Alex              |     |       |
| CEN               | 14 | Jean Barrientos   |     |       |
| CEN               | 50 | Rafael Crivellaro |     |       |
| ATT               | 7  | João Ribeiro      |     | 77’   |
| ATT               | 9  | Marco Matias      |     | 64’   |
| Allenatore:       |    |                   |     |       |
| Rui Vitória       |    |                   |     |       |